# Servera
För andra betydelser, se Servering.
Servera, Servera Restaurang & Storkök AB, var en svensk grossist för restauranger och storkök.
Den 1 januari 2012 slogs företaget ihop med Martin Olsson och bildade företaget Martin & Servera.